# Майнот (аэропорт)
Международный аэропорт Майнот (англ. Minot International Airport), (ИАТА: MOT, ИКАО: KMOT, FAA LID: MOT) — государственный гражданский аэропорт, расположенный в трёх километрах к северу от центрального делового района города Майнот (Северная Дакота), США.

## Операционная деятельность
Регулярные коммерческие перевозки в аэропорту выполняет магистральная авиакомпания Northwest Airlines (ныне являющаяся дочерним перевозчиком авиакомпании Delta Air Lines), совершая три ежедневных рейса по выходным и четыре ежедневных рейса в рабочие дни в Международный аэропорт Миннеаполис/Сент-Пол.
Аэропорт не имеет регулярного воздушного сообщения с городами за пределами страны, все международные рейсы в Канаду и другие страны выполняются авиацией общего назначения. Аэропорт имеет в своём названии слово «международный», поскольку содержит службу таможенного контроля.
Международный аэропорт Майнот занимает площадь в 579 гектар, расположен на высоте 523 метров над уровнем моря и эксплуатирует две взлётно-посадочные полосы:
- 13/31 размерами 2347 x 46 метров с бетонным покрытием;
- 8/26 размерами 1935 x 30 метров с асфальтовым покрытием.

За период с 30 сентября 2007 года по 30 сентября 2008 года Международный аэропорт Майнот обработал 42 474 операции взлётов и посадок самолётов (в среднем 116 операций ежедневно), из них 70 % — пришлось на авиацию общего назначения, 14 % — на рейсы аэротакси, 11 % составили рейсы военной авиации и 5 % — регулярные коммерческие рейсы.